# Concepció Carreras i Fontserè
Concepció Carreras y Fontserè (Barcelona, 15 de noviembre de 1927 - Tiana, Barcelona; 18 de noviembre de 2023) fue una bibliotecaria española, especializada en libros y bibliotecas infantiles.

## Biografía
Hija del historiador de la filosofía Joaquín Carreras Artau y de Carme Fontserè Marroig, su abuelo fue el astrónomo y meteorólogo Eduardo Fontseré Riba. Siguiendo los pasos de sus tías, Maria y Margarida Fontserè, estudia en la Escuela de Bibliotecarias de Barcelona, en donde se gradúa en 1949. Tras pasar brevemente por la biblioteca de la Facultad de Medicina de la Universidad de Barcelona, ingresa en la Red de Bibliotecas Populares de la Diputación de Barcelona; trabaja en la Biblioteca Popular Folch i Torres, antes de ser destinada el 1975 a la unidad formada por las bibliotecas de San Pablo (jóvenes) y Santa Cruz (niños), donde trabaja bajo la dirección de Teresa Rovira, como responsable de la sala infantil. Además de sus actividades directamente relacionadas con el fomento de la lectura, contribuyó a la creación de un apartado destinado a los clásicos de la literatura catalana infantil. El 1986 fue nombrada jefa técnica de la Red de Bibliotecas Populares de la Diputación de Barcelona, cargo que desempeñará hasta su jubilación.
Carreras dedicó la mayor parte de su trayectoria profesional al estudio y organización de las bibliotecas para niños; colaboró en el apartado dedicado a libros infantiles de la Bibliografia bàsica per a biblioteques públiques, publicada por la Generalidad de Cataluña en el momento de expansión de su red de bibliotecas, y fue autora, juntamente con Teresa Rovira y Concepció Martínez, de un clásico de la biblioteconomía infantil, Organización de una biblioteca: escolar, popular o infantil, repetidamente editado Dedicó igualmente numerosos trabajos al mundo del libro y la literatura juvenil y muy particularmente a sus ilustradores, muchos de los cuales conoció directamente durante los años transcurridos en la Biblioteca de San Pablo. Su tarea como jefa técnica de la Red de Bibliotecas Populares la llevó a interesarse por temas de la práctica biblioteconómica com la catalogación y classificación, el expurgo o la colección local. Vicepresidenta de la Asociación de Bibliotecarias de Barcelona, antecedente del Colegio Oficial de Bibliotecarios y Documentalistas de Cataluña, participó activamente en su Grupo de Documentación Musical, particularmente, en la traducción de normas catalográficas. Después de su jubilación, aparte de la participación continuada en actividades para los ñiños y en ciclos de conferencias, puso a disposición de distintas instituciones su amplia cultura y conocimientos para ordenar archivos personales contemporáneos (Joaquín Carreras Artau o Lola Anglada).
Casada con Josep Maristany, Concepció Carreras tuvo cuatro hijos.

## Reconocimientos
Con motivo de los actos de celebración del 25 aniversario de la Biblioteca Can Baratau, de Tiana, se le rindió homenaje como bibliotecaria y como vecina de la población.